# Roberto (football, 1978)
Pour les articles homonymes, voir Roberto.
Roberto Calmon Felix dit Roberto né le 29 juillet 1978 à Linhares (Brésil), est un ancien footballeur brésilien qui évoluait au poste d'attaquant.

## Biographie
Roberto joue principalement en faveur du Desportivo Chaves, du SC Varzim et du Vitória Guimarães.
Au total, il dispute 82 matchs en 1re division portugaise et inscrit 14 buts dans ce championnat.

## Statistiques
- 2 matchs et 0 but en Ligue des Champions
- 2 matchs et 0 but en Coupe de l'UEFA
- 82 matchs et 14 buts en 1re division portugaise
- 133 matchs et 38 buts en 2e division portugaise